# Kid Loco
Kid Loco (bürgerlich  Jean-Yves Prieur, * 19. Juni 1964) ist ein französischer Musiker und Produzent, dessen Stil häufig zwischen Electronica und Trip-Hop eingeordnet wird.

## Werdegang
Kid Loco arbeitete in den 1980er Jahren besonders mit der französischen Alternativ-Rock-Szene zusammen, bevor er 1996 Blues Project veröffentlichte, das vor allem an den Stil von DJ Shadow angelehnt ist. 1998 brachte er mit A Grand Love Story eine Komposition heraus, die sich vor allem durch ihren erotischen Hauch von anderen Trip-Hop-Alben absetzte und bis heute zu einem Referenzalbum avancierte. Er produziert später viele Remixe, bevor er 2001 das Album Kill Your Darlings veröffentlichte, welches jedoch nicht an den Erfolg von A Grand Love Story anknüpfen konnte.

## Werke

### Alben
- 1996 – Blues Project
- 1998 – A Grand Love Story
- 2001 – Kill Your Darlings
- 2005 – The Graffiti Artist Soundtrack
- 2008 – Party Animals & Disco Biscuits
- 2011 – Confessions of a Belladonna Eater

### Remixe
- 1999 – Jesus Life For Children Under 12 Inches
- 1999 – DJ-Kicks
- 2002 – Kid Loco vs. Godchild (Doppelalbum, bestehend aus der Wiederveröffentlichung des Albums der französischen Band Godchild (1975) sowie Remixe durch Kid Loco davon auf je einer CD)
- 2003 – Another Late Night

### Video
- She's My Lover  (regie: Denys Thybaud) (1998)
- Love me sweet  (regie: Denys Thybaud) (1998)
- She Woolf Daydreaming  (regie: JH Rochereuil) (2000)
- A little bit of soul  (regie: Edouard Leduc) (2001)
- The Morning After  (regie: JH Rochereuil) (2011)